# Политицид
Политицид је појам (грч. polis — град, држава + лат. occidere - убити) који означава појединачно или масовно убијање људи због њихових политичких ставова или политичког деловања на територији једне или више држава од стране вршиоца власти, без обзира да ли се ради о легалној и легитимној власти или самопрокламованој власти.
Овај појам је установио Рудолф Ј. Рамел у намери да боље појасни и класификује масовне злочине, које је једним називом обухватио као демоцид.
Политичко чишћење становништва које има за циљ елиминацију категорија људи на одређеним подручјима из политичких разлога, се сматра политициом. Средства могу варирати и укључују присилну миграцију, етничко чишћење и трансфер становништва.

## Конвенција о геноциду
Према Конвенцији о геноциду, политичке групе нису заштићена група ако су циљане са намером да униште политичку групу чак и ако деле етнички, национални или верски идентитет.
Рафаел Лемкин је лично инсистирао против укључивања политичких група у Конвенцију. Лемкин је у својој аутобиографији написао: „Ми у Латинској Америци с времена на време правимо револуције, што подразумева уништавање политичких противника. Онда се помиримо и живимо у миру. Касније је група на власти избачена у другој револуцији. Зашто би ово било класификован као злочин геноцида?"
Заштита политичких група је елиминисана из резолуције Уједињених нација након другог гласања јер су многе државе, укључујући Стаљинов Совјетски Савез, предвиделе да ће та клаузула применити непотребна ограничења на њихово право на сузбијање унутрашњих немира. Као разлог се наводи да су заштићене групе биле непроменљиве, што научници истичу да је мало вероватно, јер верска и национална припадност нису непроменљиве.
Напори да се политичке групе додају Конвенцији су били неуспешни.
Научно проучавање геноцида обично признаје пропуст Уједињених нација у економским и политичким групама и користи скупове података о масовним политичким убијањима о демоциду, геноциду и политици, или генополитициду. Убиства Црвених Кмера у Демократској Кампучији су означена као геноцид или аутогеноцид, а ликвидације под лењинизмом и стаљинизмом у Совјетском Савезу и маоизам у комунистичкој Кини су контроверзно истражени као могући случајеви; Совјетска глад 1932–1933 и Велика кинеска глад током Великог скока су контроверзно „приказане као примери масовног убијања заснованог на геноцидној намери“.
Политицид је, у ужем смислу, намерно физичко уништавање или елиминација политичке групе чији чланови деле главну карактеристику припадности политичком покрету. То је врста политичке репресије и једно од средстава које се користи за политичко чишћење становништва, а друго је присилна миграција. Може се упоредити са геноцидом или етничким чишћењем, од којих оба укључују убијање људи на основу њиховог чланства у одређеној расној или етничкој групи, а не на основу њихове привржености одређеној идеологији.
Политицид се користи да опише убијање група које нису обухваћене Конвенцијом о геноциду. Социолози Тед Роберт Гур и Барбара Харф користе овај израз да опишу убијање група људи који су на мети не због њихових заједничких етничких или заједничких особина, већ због „њихове хијерархијске позиције или политичке опозиције режиму и доминантним групама“. Харф проучава геноцид и политид, понекад скраћено као генополитицид, како би укључио убијање политичких, економских, етничких и културних група. Манус Мидларски користи израз политицид да опише низ масовних убијања од западних делова Совјетског Савеза до Кине и Камбоџе. У својој књизи Тхе Килинг Трап: Геноциде ин тхе Твентиетх Центури, Мидларски истиче сличности између убистава која су починили Јосиф Стаљин и Пол Пот.

## Мотиви
Неке групе покушавају да елиминишу базу подршке политичким противницима као што су побуњеници. Ово се дешава у многим земљама са високим нивоом побуне, као што је Колумбија. То може бити средство за пацификација и назива се пацификација.